# 安提瓜和巴布达驻华大使馆
安提瓜和巴布达驻华大使馆（英語：Embassy of Antigua and Barbuda in China），是安提瓜和巴布达在中华人民共和国的最高外交代表机构。

## 历史沿革
1983年1月1日，中华人民共和国和安提瓜和巴布达建交。1996年9月19日，安提瓜和巴布达外交部照会中国驻安提瓜和巴布达大使馆，就拟设驻华大使馆和任命驻华大使征求意见。10月15日，中国大使馆覆照欢迎。1997年1月，安巴驻华大使馆公使衔参赞修维抵达北京筹设大使馆。
筹备设馆期间大使馆址位于中国北京市朝阳区贵宾楼饭店9188房间。初期馆址位于朝阳区左家庄一号国门大厦1N号。2002年，迁至塔园外交办公楼1单元12层1号。2004年左右，安巴政府关闭驻华大使馆；此后安提瓜和巴布达改为向中华人民共和国派遣非常驻大使。
2023年，安提瓜和巴布达政府再次设立驻华大使馆。2024年1月23日，大使馆正式开馆，地址朝阳区工体北路1号1-52 三里屯外交公寓办公楼。